# Aleksandra Bubicz-Mojsa
Aleksandra Bubicz-Mojsa (ur. 1967 w Lublinie, zm. 30 października 2021) – polska śpiewaczka operowa (sopran koloraturowy) i pedagog.

## Życiorys
Absolwentka Akademii Muzycznej w Gdańsku (klasa śpiewu Bożeny Porzyńskiej, dyplom z wyróżnieniem w 1992). Pracownik naukowo-dydaktyczny na Wydziale Artystycznym Uniwersytetu Marii Curie-Skłodowskiej w Lublinie (1997–2011). Prowadziła klasę śpiewu w Akademii Muzycznej w Łodzi (od 2011). Doktor habilitowana, a od września 2020 profesor sztuki.
Solistka Warszawskiej Opery Kameralnej (od 1993), gdzie m.in. wykonywała partię Królowej Nocy w operze Czarodziejski flet Wolfganga Amadeusa Mozarta. Współpracowniczka m.in. Opery Narodowej w Rydze (2003–2006) oraz Teatru Wielkiego – Opery Narodowej w Warszawie (2006–2010), a także Filharmonii Lubelskiej, Opery Dolnośląskiej we Wrocławiu, Opery Krakowskiej i Teatru Muzycznego w Lublinie. Występowała we Francji, Hiszpanii, Holandii, Japonii, Libanie, Niemczech i w Szwajcarii.
Wnuczka Marii Kołsut, córka Marii Bubicz. Siostra Sławomira Bubicza. W 2011 przyznano jej Brązowy Medal za Długoletnią Służbę.
Zmarła wskutek COVID-19. 5 dni później z tej samej przyczyny zmarł jej brat. 9 listopada 2021 oboje zostali pochowani na cmentarzu przy ul. Lipowej w Lublinie.